# İnstitut
İnstitut è un comune dell'Azerbaigian situato nel distretto di Samux. Conta una popolazione di 1.946 abitanti.